# Walter Raaflaub
Walter Raaflaub (* 8. November 1941 in Saanen) ist ein Schweizer Arzt und Sachbuchautor.
1984 promovierte er an der Universität Bern mit einer Arbeit über Ernst Mayer.

## Werke
- Müüsch u Schtei. Vier Totze saanetütschi Gedicht. Müller, Gstaad 1976.
- Nimm dir Zeit. Eine heiter-besinnliche Krankenfibel. Viktoria, Ostermundigen 1980, ISBN 3-85958-010-8; neue Auflage: Nimm dir Zeit. Gedichte zum Genesen. Edition Punktuell, Schwellbrunn 2015, ISBN 978-3-905724-40-0.
- Gestohlenes Gestern. Tagebuch eines Entwicklungshelfers. Rotapfel, Zürich/Stuttgart 1981, ISBN 3-85867-105-3.
- Ernst Mayer 1883–1952 (= Berner Beiträge zur Geschichte der Medizin und der Naturwissenschaften. Neue Folge, Band 12). Huber, Bern/Stuttgart/Toronto 1986, ISBN 3-456-81449-6.
- Nebengeleise. Ärzte und Schicksale. Viktoria, Ostermundigen 1990, ISBN 3-85958-033-7.
- Fliederduft und Kerzenlicht. Neue Strophen zum alten Lied. Viktoria, Ostermundigen 1995, ISBN 3-85958-035-3.
- Michael von Grünigen. Vom Waisenkind zum Weltmeister. Müller, Gstaad 1998, ISBN 3-907041-06-29.
- Tote Hose. Worüber Männer schweigen – Ein Tagebuch. Wörterseh, Gockhausen 2007, ISBN 978-3-9523213-2-4. Aktualisierte Taschenbuchausgabe. Wörterseh, Lachen 2020, ISBN 978-3-03763-317-5.
- Une nouvelle vie d'homme. Favre, Lausanne/Paris 2011. ISBN 978-2-8289-1192-8.
- (Hrsg.) Mach mich nicht katholisch! Briefwechsel einer erschwerten Liebe. Edition Punktuell, Herisau 2013, ISBN 978-3-905724-35-6.
- Im Vertrauen. Ein Landarzt erzählt. Werd, Zürich 2017, ISBN 978-3-85932-877-8
- Taxigeschichten. Auf Umwegen ans Ziel. Müller Medien, Gstaad 2019, ISBN 978-3-907041-74-1